# Benni – ein Bär für alle Fälle
Benni – ein Bär für alle Fälle (Originaltitel: P.B. Bear and Friends) ist eine britische Stop-Motion-Puppen-Animationsserie, die zwischen 1997 und 1998 produziert wurde. Die Serie basiert auf den Kinderbüchern von Lee Davis.

## Handlung
Die alternde Theaterdiva Katharina denkt zurück an ihre Zeit auf der Bühne. Sie erzählt den Kindern Feger, Suki, Sid und Benny davon und will ihr Interesse wecken, selbst ein Stück aufzuführen. So planen sie später eine Theater-Ausführung von William Shakespeares Tragödie Romeo und Julia. Allerdings ist Katharina mit den Proben nicht immer ganz zufrieden und greift daher theatralisch in das Geschehen ein, was häufig zu lustigen Ideen und Erlebnissen führt.

## Produktion und Veröffentlichung
Die Serie wurde zwischen 1997 und 1998 von DK Vision und Hill Roberts Films im Vereinigten Königreich produziert. Dabei sind 26 Folgen entstanden.
Erstmals wurde die Serie am 2. Januar 1998 im Fernsehen auf dem Fernsehsender Channel 5 ausgestrahlt. Die deutsche Erstausstrahlung fand am 23. Juni 1998 auf KIKA statt. Zudem wurde die Serie auf DVD veröffentlicht und ein Computer-Lernspiel zur Serie entwickelt.

## Episodenliste
| Folge | deutscher Titel             | deutsche Erstausstrahlung |
| 1     | Die Theateraufführung       | 23.06.1998                |
| 2     | Im Wilden Westen            | 24.06.1998                |
| 3     | Die Hauswasch-Maschine      | 25.06.1998                |
| 4     | Der Wunschbrunnen           | 26.06.1998                |
| 5     | Skiurlaub in der Wüste      | 29.06.1998                |
| 6     | Das Spukschloss             | 30.06.1998                |
| 7     | Die Ballonfahrt             | 01.07.1998                |
| 8     | Bei den Legionären          | 02.07.1998                |
| 9     | Das Tretboot-Rennen         | 03.07.1998                |
| 10    | Das Schneemonster           | 06.07.1998                |
| 11    | Eric, die Maus              | 07.07.1998                |
| 12    | Katharinas Traumreise       | 08.07.1998                |
| 13    | Die Außerirdischen          | 09.07.1998                |
| 14    | Ausflug zum Mars            | 10.07.1998                |
| 15    | Feger und die Würstchen     | 13.07.1998                |
| 16    | Auf nach Australien         | 14.07.1998                |
| 17    | Die Schatztruhe             | 15.07.1998                |
| 18    | Das Streitwagen-Rennen      | 16.07.1998                |
| 19    | Zum Mittelpunkt der Erde    | 17.07.1998                |
| 20    | Die Verfolgungsjagd         | 20.07.1998                |
| 21    | Der verzauberte Drachen     | 21.07.1998                |
| 22    | Das Ungeheuer von Loch Ness | 22.07.1998                |
| 23    | Sids Geheimnis              | 23.07.1998                |
| 24    | Das Strandleben             | 24.07.1998                |
| 25    | Endlich im Fernsehen        | 27.07.1998                |
| 26    | Der Dinosaurier             | 28.07.1998                |